# Moviment Social Italià
El Moviment Social Italià - Dreta Nacional (italià: Movimento Sociale Italiano - Destra Nazionale, MSI-DN), coneguts comunament com Moviment Social Italià (italià: Movimento Sociale Italiano, MSI) fou una organització neofeixista legalista i parlamentària itàliana fundada en 1946 per Arturo Michelini, Pino Romualdi, Giorgio Almirante, Giorgio Bacchi i Giovanni Tonelli. Els ideals fonamentals van ser el sindicalisme, corporatiu, i vertical, l'intervencionisme estatal en economia i educació al costat del confessionalisme catòlic completen la seva proposta política, que tot just revisa el feixisme històric. En els seus primers anys d'existència va comptar amb el suport de la Lliga Mundial Anticomunista, de la qual fou soci.

## Seccions
En el seu si han coexistit quatre tendències clarament diferenciades: la centrista d'Arturo Michelini, la tradicionalista (Il Popolo Italiano), la nacional de Giorgio Almirante i Pino Rauti (Il Secolo d'Italia i revistes com Civiltà i Alternativa) i la conservadora de Ezio M. Gray. La tendència general del col·lectiu depenia de qui era protagonista a cada moment. En la seva primera època (1946-1954) amb Giorgio Almirall com a Secretari General des de 1948, el grup va optar per la propaganda pel fet. El relleu d'Augusto de Marsanich al capdavant del partit (1950-1954), no va variar els seus postulats, i el MSI va seguir reclamant Trieste i Ístria.
La seva segona etapa es va veure marcada per l'intent d'incorporar-se a les vies democràtiques jugant a la confusió ideològica. Així, al produir-se el relleu amb el moderat Arturo Michelini (1954-1968) el MSI va suavitzar les seves exigències de cara a la llum pública, si bé mai va renunciar a exigir la il·legalització del PCI. Va mantenir un doble joc amb el seu antiamericanisme, ja que va donar decididament suport la permanència d'Itàlia a l'OTAN mentre va rebutjar qualsevol producte o idea d'origen nord-americà. En 1969 Giorgio Almirante va recuperar la secretaria general del MSI i Pino Rauti va tornar a les files del partit, que llavors tornava a l'acció anticomunista i a la col·laboració amb la dreta monàrquica.
Curiosament, al novembre de 1970 el MSI va celebrar el seu IX Congrés, en el qual va abandonar la camisa negra i la salutació feixista i va acceptar la democràcia. De forma estranya, tretze anys després va repetir idèntic missatge: MSI-DN va publicar un Manifest dirigit als italians en el qual el grup es va manifestar partidari del sistema democràtic encara que sense revisar el passat ni condemnar el feixisme. De fet, fins al seu XIV congrés no es va integrar plenament en les labors parlamentàries.

## Característiques
Dotat d'una secció juvenil (Fronte della Gioventù) amb publicacions pròpies com La Sfida, Il Picchio Verda i La Voce della Fogna, una altra femenina, una secció d'excombatents i altra esportiva (Fiamma), el MSI va aconseguir una organització sòlida amb diverses associacions i grups satèl·lit com la Fundació Giocchino Volpe, l'Institut d'Estudis Corporatius i l'Associació Internacional per a la Cultura Occidental, a més dels diaris Il Secolo d'Italia i Roma, els setmanaris Candido i Il Borghese i diverses agències de premsa.
El canvi definitiu en el discurs oficial del MSI es va produir amb la seva refundació com Alleanza Nazionale (AN) de la mà de Gianfranco Fini en 1992. A les eleccions de 1971 va obtenir el 13,9% dels vots, i va organitzar el projecte Destra Nazionale, en el qual van col·laborar Almirante, Barbara, Birindelli, De Lorenzo, Hanucci, Micelli i Nannini. La candidatura MSI-DN va obtenir el 8,7 dels vots: 55 diputats i 26 senadors. Tres anys més tard, l'esquerra va guanyar el referèndum sobre el divorci amb el 59% dels vots, i la Democràcia Cristiana va donar per conclosa la seva col·laboració amb el MSI. Va començar així el declivi de MSI-DN que a partir de 1976 va perdre vots i militància.
En 1977 es va fer càrrec de la secretaria general del MSI Gianfranco Fini, qui proposava una república presidencialista i corporativa. La desaparició de l'URSS, la corrupció i les defuncions d'Almirante i Romualdi van dividir al MSI en moderats, agrupats entorn de Gianfranco Fini i continuistes (seguidors de Rauti). Va iniciar així la reculada electoral i les diferents parts van arribar a enfrontar-se físicament fins al congrés de 1990 en el qual Rauti es va fer amb la secretaria general. Buscant en va el vot de l'esquerra, va transformar l'anticomunisme en atacs al sistema liberal i parlamentari: aquest any, a les eleccions municipals només va obtenir el 4% de vots. Rauti va dimitir en 1991 i Fini va recuperar la direcció del partit. Amb el, el MSI va obtenir el 5,4% del vot a les legislatives de 1992.

## Secretaris del partit
- Giorgio Almirante (desembre 1946)
- Augusto De Marsanich (gener 1950)
- Arturo Michelini (octubre 1954)
- Giorgio Almirante (juny 1969)
- Gianfranco Fini (desembre 1987)
- Pino Rauti (gener 1990)
- Gianfranco Fini (juliol 1991)

## Resultats electorals

### Parlament Italià
| Parlament d'Itàlia |                      |                |     |          |     |                |     |          |     |
| Any                | Líder                | Vots           | %   | Diputats | +/- | Vots           | %   | Senadors | +/- |
| 1948               | Giorgio Almirante    | 526,882 (7è)   | 2.0 | 6 / 574  | Nou | 164,092 (8è)   | 0.7 | 1 / 237  | Nou |
| 1953               | Augusto De Marsanich | 1,582,154 (5è) | 5.8 | 29 / 590 | 23  | 1,473,645 (5è) | 6.1 | 9 / 237  | 8   |
| 1958               | Arturo Michelini     | 1,407,718 (4t) | 4.8 | 24 / 596 | 5   | 1,150,051 (5è) | 4.4 | 8 / 246  | 1   |
| 1963               | Arturo Michelini     | 1,570,282 (6è) | 5.1 | 27 / 630 | 3   | 1,458,917 (6è) | 5.3 | 15 / 315 | 7   |
| 1968               | Arturo Michelini     | 1,414,036 (6è) | 4.5 | 24 / 630 | 3   | 1,304,847 (5è) | 4.6 | 11 / 315 | 4   |
| 1972               | Giorgio Almirante    | 2,894,722 (4t) | 8.7 | 56 / 630 | 32  | 2,766,986 (4t) | 9.2 | 26 / 315 | 15  |
| 1976               | Giorgio Almirante    | 2,238,339 (4t) | 6.1 | 32 / 630 | 24  | 2,086,430 (4t) | 6.6 | 15 / 315 | 11  |
| 1979               | Giorgio Almirante    | 1,930,639 (4t) | 5.3 | 30 / 630 | 2   | 1,780,950 (4t) | 5.7 | 13 / 315 | 2   |
| 1983               | Giorgio Almirante    | 2,511,487 (4t) | 6.8 | 42 / 630 | 12  | 2,283,524 (4t) | 7.4 | 18 / 315 | 5   |
| 1987               | Giorgio Almirante    | 2,281,126 (4t) | 5.9 | 35 / 630 | 7   | 2,121,026 (4t) | 6.5 | 16 / 315 | 2   |
| 1992               | Gianfranco Fini      | 2,107,037 (6è) | 5.4 | 34 / 630 | 1   | 2,171,215 (6è) | 6.5 | 16 / 315 | =   |

### Parlament Europeu
| Parlament Europeu |                   |                |     |        |     |      |
| Any               | Líder             | Vots           | %   | Escons | +/− | Grup |
| 1979              | Giorgio Almirante | 1,909,055 (4t) | 5.5 | 4 / 81 | –   |      |
| 1984              | Giorgio Almirante | 2,274,556 (4t) | 6.5 | 5 / 81 | 1   | ER   |
| 1989              | Gianfranco Fini   | 1,918,650 (4t) | 5.5 | 4 / 81 | 1   | NI   |

### Eleccions regionals
| Regions d'Itàlia |                   |                |     |          |     |
| Any              | Líder             | Vots           | %   | Escons   | +/− |
| 1970             | Giorgio Almirante | 1,621,180 (5è) | 5.9 | 34 / 720 | –   |
| 1975             | Giorgio Almirante | 1,950,213 (4t) | 6.4 | 40 / 720 | 6   |
| 1980             | Giorgio Almirante | 1,785,750 (4t) | 5.9 | 37 / 720 | 3   |
| 1985             | Giorgio Almirante | 2,087,404 (4t) | 6.5 | 41 / 720 | 4   |
| 1990             | Gianfranco Fini   | 1,246,564 (5è) | 3.9 | 25 / 720 | 16  |